# Slatina-Nera
Slatina-Nera – wieś w Rumunii, w okręgu Caraș-Severin, w gminie Sasca Montană. W 2011 roku liczyła 361 mieszkańców. 